# Берёзовка (Краснощёковский район)
Берёзовка — село в Краснощёковском районе Алтайского края, административный центр муниципального образования сельское поселение Берёзовский сельсовет.

## История
Основано в 1883 году. В 1928 г. состояло из 852 хозяйств, основное население — русские. В административном отношении являлось центром Березовского сельсовета и районным центром Покровского района Рубцовского округа Сибирского края. В 1935 году село становится центром вновь образованного Покровского района, а в 1937 году центр района перемещается из Берёзовки в Краснощёково.

## Население
| 1926  | 1997  | 1998  | 1999  | 2000  | 2001  |
| ----- | ----- | ----- | ----- | ----- | ----- |
| 5807  | ↘1788 | ↘1754 | ↘1727 | ↘1721 | ↗1735 |
| 2002  | 2003  | 2004  | 2005  | 2006  | 2007  |
| ↘1705 | ↗1711 | ↘1623 | ↗1632 | ↘1588 | ↘1563 |
| 2008  | 2009  | 2010  | 2011  | 2012  | 2013  |
| ↘1531 | ↗1533 | ↘1476 | ↗1477 | ↘1449 | ↘1424 |
| 2014  | 2015  | 2016  | 2017  | 2018  | 2019  |
| ↘1399 | ↘1351 | ↘1318 | ↘1288 | ↘1275 | ↘1244 |
| 2020  | 2021  |       |       |       |       |
| ↘1210 | ↘1190 |       |       |       |       |

## Образование
В посёлке расположено муниципальное образовательное учреждение «Берёзовская средняя общеобразовательная школа».